# Conflictos tribales sudaneses
Los conflictos tribales del sur de Sudán y, desde su independencia, de Sudán del Sur, se suceden en esa región desde 2009 entre tribus nómadas. Las luchas tribales a causa de la escasez de recursos de primera necesidad -agua potable, tierra fértil y ganado- son habituales en la región, especialmente en Sudán del Sur, debido a su clima semiárido. Previamente, la región había sufrido durante veintidós años la segunda guerra civil sudanesa, que se dio por concluida en 2005, y las luchas entre las tribus messiria y rizeigat en 2008.
En Sudán del Sur, región que fue declarada en 2010, cuando aún formaba parte de Sudán, como el lugar con más hambruna del planeta, las guerras tribales se superponen con varios años de malas cosechas y escasez de lluvias y semillas, lo que provoca una escasez de recursos brutal. Los actos paliativos del gobierno de Sudán, en parte acusando la crisis económica global, fueron insuficientes y aislados.

## Sucesos
A comienzos del año 2009 las luchas entre tribus nómadas sudanesas se cobraron la vida de unas 900 personas, la mayoría mujeres y niños, en el sur de Sudán. El 26 de mayo de aquel año cerca de 2.000 hombres de la tribu Rizeigat, montados en caballos y en unos 35 vehículos motorizados, atacaron un poblado messiria. Las fuerzas del orden sudanesas intentaron evitar nuevos enfrentamientos mediante la creación de una zona intermedia protegida por ellos. Sin embargo, fueron atacados por unos 3.000 rizeigats. En la batalla murieron 75 policías, 75 rizeigats y entre 89 y 109 missirias, según fuentes. Otras batallas se sucedieron a partir de entonces. En el estado de Warrap, en enero de 2010, por ejemplo, murieron 140 personas a causa de un ataque nuer a ganaderos de la etnia dinka.
Los enfrentamientos no quedaron sofocados tras la independencia de Sudán del Sur de Sudán. Poco después de esta, se sucedieron nuevos ataques en Sudán del Sur, que impidieron además la llegada de la ayuda humanitaria de Naciones Unidas. Lise Grande, coordinadora de la ONU para el país, explicó entonces que la violencia étnica era cíclica en la región, intensificada durante la estación lluviosa, especialmente en las áreas más pobres, que padecen hambrunas.
Los conflictos continúan hasta hoy. El 5 de enero de 2012 el presidente de Sudán del Sur declaró el estado de Junqali en crisis humanitaria. Esa declaración llegó después de que la primera semana de 2012 murieran en Junqali a causa de la violencia entre las tribus Lu Nue (también Lou Nuer o Nuer) y Murle 2.182 mujeres y niños y 959 hombres. Tan sólo en el año 2011 y en dicho Estado, Naciones Unidas cifró en 1.100 las muertes y en 63.000 los desplazados a causa de las confrontaciones. El gobierno tuvo que enviar a la ciudad de Pibor 1.200 soldados y 800 policías para normalizar la situación, desalojar a los nuer y proteger a la gente que había huido a bosques cercanos.